# Grautapaculo
Der Grautapaculo, auch Dünnschnabeltapaculo genannt (Scytalopus acutirostris, Syn.: Pteroptochus acutirostris), zählt innerhalb der Familie der Bürzelstelzer (Rhinocryptidae) zur Gattung Scytalopus.
Früher wurde die Art als Unterart (Ssp.) des Andentapaculo (Scytalopus magellanicus) angesehen und als Scytalopus magellanicus acutirostris bezeichnet.
Die Art ist in Peru endemisch in den Osthängen der Zentralanden von der Region La Libertad südlich bis zur Region Junín.
Das Verbreitungsgebiet umfasst Unterholz im tropischen oder subtropischen feuchten Bergwald zwischen 2500 und 3700 m Höhe.
Hinsichtlich Größe und Gefieder ist die Art vom Trillertapaculo (Scytalopus parvirostris) praktisch nicht zu unterscheiden, auch das Verbreitungsgebiet und der bevorzugte Lebensraum überlappen sich. Der Grautapaculo bevorzugt höhere Lagen und ist nur selten im Bambus anzutreffen.
Das Artepitheton kommt von lateinisch acutus ‚spitz‘ und lateinisch rostrum ‚Schnabel‘.

## Merkmale
Der Vogel ist 10 bis 11 cm groß, das Männchen wiegt zwischen 17 und 20, das Weibchen zwischen 16 und 19 g. Die Art ist für einen Tapaculo ziemlich klein und auf der Oberseite dunkel- auf der Unterseite blassgrau, auf den Flanken nur ein Hauch von Braun und so gut wie keine Bänderung. Die Iris ist braun, der Schnabel schwarz, die Füße dunkelbraun.
Gegenüber dem Trillertapaculo (Scytalopus parvirostris) ist der Schwanz etwas kürzer, das Gefieder insgesamt etwas dunkler und gleichmäßiger gefärbt. Auf der Unterseite ist kein silbriger Glanz zu erkennen.
Das Weibchen ist blasser, der Rumpf leicht bräunlich, die Flügel dunkelbraun, die inneren Steuerfedern haben schwarze Terminalbinden, die Flanken sind gelbbraun und schwarz gebändert. Jungvögel sind gefleckt und gebändert.
Die Art ist monotypisch.

## Stimme
Der Gesang wird als kurz (unter 1 Sekunde) und 4 bis 10 mal wiederholt im Abstand von gut 1 Sekunde beschrieben, als leicht ausklingender Triller und unterscheidet sich deutlich vom langen trillerenden Ruf des Trillertapaculos (Scytalopus parvirostris).

## Lebensweise
Die Nahrung besteht hauptsächlich aus kleinen Wirbellosen, die einzeln oder als Paar in Erdbodennähe im dichten Unterholz gesucht werden.
Über die Brutzeit ist nichts Genaues bekannt.

## Gefährdungssituation
Der Bestand gilt als nicht gefährdet (Least Concern).